# ジーンちゃんが世界のごちそういただきます♪
ジーンちゃんが世界のごちそういただきます♪（じーんちゃんがせかいのごちそういただきます）は関西テレビ制作のミニ番組である。深夜か早朝に不定期に放送。
かつて、土曜日朝に放送していた『にじいろジーン』のマスコット・キャラクターであるジーンが世界各国へ行くコーナーを再編集したもの。行く先々のその国の家族と一緒に観光名所と名物グルメを紹介したり、その土地ならではの文化や風習にも触れたり、時にはレジャーを体験や絶景スポットを家族と訪れる事も。最後に一家団欒でその家族の家庭料理を一緒に食べるといった内容。

## 関連番組
- 世界☆あたりまえトリップ 日本人なら知っておきたいアノ国の常識　※同じスタッフによる番組